# 佐久間美成
佐久間 美成（さくま よしなり、1935年12月26日 - 2024年3月2日）は、日本の経営者。岩田屋社長を務めた。

## 来歴・人物
東京都出身。1958年に成蹊大学政治経済学部を卒業し、同年に伊勢丹に入社。1980年2月に取締役、1992年6月に常務、1994年2月に専務、1997年6月に副社長、2001年6月に常勤監査役を経て、2002年6月に岩田屋社長に就任し、2006年5月までに務めた。
2024年3月2日に胆管癌のために死去。88歳没。